# Alexander Schneider (Fußballfunktionär)
Alexander Schneider (* 4. September 1993) ist ein ehemaliger deutscher Fußballspieler und nunmehriger -funktionär und -trainer.

## Karriere

### Als Spieler
Schneider begann seine Karriere bei Fortuna Düsseldorf. Für die U-17 der Fortuna kam er in der Saison 2009/10 zu 22 Einsätzen in der A-Junioren-Bundesliga. Ab der Saison 2010/11 spielte er 18 Mal für die U-19 der Düsseldorfer in der A-Junioren-Bundesliga. Nach der Saison 2011/12 verließ er die Fortuna und wechselte nach einem halben Jahr Vereinslosigkeit in die Schweiz zum unterklassigen FC Winkeln SG. Zwischen 2016 und 2018 kam er dann nochmal zu 39 Einsätzen für Winkeln in der 2. Liga interregional. Nach der Saison 2019/20 verließ er den Verein.

### Als Funktionär und Trainer
Schneider studierte während seiner Zeit in der Schweiz in St. Gallen BWL und absolvierte später eine Ausbildung im Bereich des Fußballmanagements am Campus des VfL Wolfsburg. Im Januar 2020 wechselte er nach Österreich zum Zweitligisten SC Austria Lustenau, bei dem er den Posten des Sportkoordinators übernahm. Im Mai 2021 wurde er gemeinsam mit Michael Kopf als Nachfolger seines zeitgleich beurlaubten Landsmannes Alexander Kiene interimistisch Cheftrainer der Lustenauer. Diese Position hatten die zwei bis Saisonende inne, ehe sie von Markus Mader abgelöst wurden.
Nach der Beurlaubung von Mader im November 2023 wurde er erneut Interimstrainer des inzwischen in der Bundesliga spielenden Teams. In drei Spielen als Interimstrainer blieb Lustenau unter ihm punktelos. Im Dezember 2023 wurde er dann von Andreas Heraf abgelöst.